# شیهوری اویکاوا
شیهوری اویکاوا (انگلیسی: Shihori Oikawa؛ زادهٔ ۱۲ مارس ۱۹۸۹) بازیکن هاکی روی چمن زن اهل ژاپن است.